# Delley
Delley är en ort och tidigare kommun i distriktet Broye i kantonen Fribourg, Schweiz.
1 januari 2005 slogs Delley ihop med Portalban till den nya kommunen Delley-Portalban.